# Reiji Miyajima
Reiji Miyajima (宮島礼吏 Miyajima Reiji?, nacido el 15 de diciembre de 1985) es un mangaka japonés. Es conocido por sus series de manga AKB49: Ren'ai Kinshi Jōrei y Kanojo, Okarishimasu.

## Carrera
En octubre de 2005, Reiji Miyajima recibió el premio Magazine Grand Prix Encouragement por su trabajo Sakka no Tensai. En el mismo año, recibió una mención de honor en el 75.º premio Shūkan Shōnen Magazine Newcomer Manga Award por su manga one-shot Pool no Saboten. En 2008, publicó Icon, su segundo manga one-shot en Magazine Special.
Miyajima comenzó en la revista Shūkan Shōnen Magazine ilustrando la serie de corta duración Suzuki no Shiten en 2009. Al año siguiente, ilustró la serie AKB49: Ren'ai Kinshi Jōrei, que se basa en el grupo ídolo japonés AKB48. En 2017, Miyajima comenzó la serie de manga Kanojo, Okarishimasu, que tuvo un buen desempeño en Japón. Desde entonces ha recibido una adaptación al anime y un manga spin-off. Miyajima ha trabajado anteriormente como asistente de la serie de manga Daiya no Ace.
Aparte de su carrera en el manga, Miyajima también se ha encargado de la composición de la serie de anime 22/7. También escribió la historia original para su adaptación al manga, 22/7 +α, que fue serializada en Sunday Webry.

## Trabajos

### Manga

#### Serializaciones
- Suzuki no Shiten (鈴木の視点?) (2009, escrito por Shigemitsu Harada; serializado en Shūkan Shōnen Magazine)[5]
- AKB49: Ren'ai Kinshi Jōrei (AKB49〜恋愛禁止条例〜?) (2010-2016, escrito por Motoazabu Factory; serializado en Shūkan Shōnen Magazine)[5]
- Mononote: Edo Shinobi Kagyō (もののて～江戸忍稼業～?) (2016-2017, serializado en Shūkan Shōnen Magazine)[13]
- Kanojo, Okarishimasu (彼女、お借りします?) (2017-presente, serializado en Shūkan Shōnen Magazine)[6]
- 22/7 +α (2020,ilustrado por Nao Kasai; serializado en Sunday Webry)[12]
- Kanojo, Hitomishirimasu (彼女、人見知ります?) (2020–presente, serializado en Magazine Pocket)[9]
- Shiunji-ke no Kodomo-tachi (紫雲寺家の子供たち?) (2022–presente, serializado en Young Animal)[14]

#### One-shots
- Pool no Saboten (プールの仙人掌?) (2005)[3]
- Icon (アイコン?) (2008, publicado en Magazine Special)[4]
- Kanojo, Tensei Shimasu (彼女、転生します?) (2020, publicado en Shūkan Shōnen Magazine)[15]

### Anime
- 22/7 (ナナブンノニジュウニ Nanabun no Nijūni?) (2020, composición de la serie)[11]

### Otros
- Un YouTuber usó el idioma inglés para describir el día de un dibujante japonés, en el aparece Miyajima, quien deja que vea como es un día de trabajo para él.[16]